# DjVu
A DjVu egy számítógépes fájlformátum, amelyet főleg szkennelt dokumentumok tárolására terveztek. Jó alternatívát jelenthet a PDF-fel szemben, mivel a beolvasott dokumentumokat általában kisebb fájlméret mellett, jobb minőségben képes eltárolni. A PDF-hez hasonlóan a DjVu is képes szöveges réteget tárolni a dokumentumban, ezzel lehetővé teszi a keresést és a vágólapra másolást.

## Tömörítés
A DjVu formátum képes az egyes oldalakat több részre bontva és azokat külön tömörítve tárolni. Egy oldal általában három különböző képre bontható: háttér, előtér és maszk. A háttér és előtér képek az IW44 algoritmus segítségével kerülnek tömörítésre, ami egy veszteséges, képekre jól alkalmazható módszer. A maszk tömörítése JB2 algoritmussal történik, ami kis veszteségű, egyszínű szöveges tartalomhoz ideális módszer. A JB2 algoritmus közel azonos alakzatokat keres az oldalakon, például ugyanazzal a betűtípussal és méretben írt ugyanolyan betűt, majd ezeket egyetlen egységként tárolja, bárhol is fordulnak elő. A kis fájlméretet azzal éri el, hogy a háttér és előtér rétegeket általában kisebb felbontásban (pl. 100 dpi), míg a maszkot az alkalmazott módszer miatt akár igen nagy felbontásban is tárolhatja (300DPI vagy több).

## További lehetőségei
Amennyiben szövegfelismeréssel vagy szöveges réteg hozzáadásával készült a DjVu fájl, a szöveg általában pontosan a képi szöveg fölé van pozicionálva, így a szöveg a képernyőn látható helyen kijelölhető, vágólapra másolható vagy kereshető, hasonlóan a PDF szövegrétegéhez. A dokumentum tartalmazhat tartalomjegyzéket is, amely segítségével az olvasóprogramok fejezetekre ugrási lehetőséget biztosíthatnak a felhasználó számára. Megfelelő bővítmény segítségével a dokumentum közvetlenül webböngészőben is megtekinthető. A DjVu dokumentum tartalmazhat hiperhivatkozásokat is, a dokumentum oldalaira vagy weblapokra (tetszőleges URL).

## Felhasználás
A formátumot az Internet Archive 2002-ben kiválasztotta szabadon hozzáférhető könyvek tárolására a Million Book Project keretein belül. A DjVu specifikációja nyilvános, az eredeti szerzők implementációja pedig GPL licenc alatt szintén elérhető.

## Alkalmazások

### Létrehozó szoftverek
| Név                                                                     | Platform       | Licenc |
| ----------------------------------------------------------------------- | -------------- | ------ |
| DjVuLibre                                                               | Linux, Windows | GPL    |
| minidjvu                                                                | Linux, Windows | GPL    |
| DjVu Solo Archiválva 2011. augusztus 8-i dátummal a Wayback Machine-ben | Windows        | zárt   |

### Nézegető szoftverek
| Név                                                                       | Platform                  | Licenc |
| ------------------------------------------------------------------------- | ------------------------- | ------ |
| DjVuLibre DjView                                                          | Linux, Windows, Mac OS X  | GPL    |
| Java DjVu Viewer                                                          | Java (programozási nyelv) | GPL    |
| STDU Viewer                                                               | Windows                   | zárt   |
| Evince                                                                    | Windows, Linux            | GPL    |
| XDjvu                                                                     | iPhone, iPod              | zárt   |
| GrxView Pro Archiválva 2009. december 24-i dátummal a Wayback Machine-ben | Palm OS                   | zárt   |
| EBookDroid                                                                | Android                   | zárt   |
| Webböngésző bővítmény                                                     | Windows                   | zárt   |